# Kenneth Grahame
Kenneth Grahame (født 8. marts 1859, død 6. juli 1932) var en skotsk forfatter, der er mest kendt for den klassiske børnebog Vinden i Piletræerne, som udkom i 1908.